# Nikolaï Bauman
Pour les articles homonymes, voir Bauman.
Nikolaï Ernestovitch Bauman (en russe : Никола́й Эрне́стович Ба́уман) né le 17 mai 1873 (29 mai dans le calendrier grégorien) à Kazan et mort le 18 octobre 1905 (31 octobre dans le calendrier grégorien), à Moscou, est un révolutionnaire russe.
Il est mort à 32 ans dans une lutte avec un monarchiste lors de sa libération de la prison de la Taganka en 1905 et il a, plus tard, été présenté comme l'un des premiers « martyrs » de la révolution, puis de l'Union soviétique.

## Biographie
Nikolaï Bauman est le fils d'Ernest Andreïevitch Bauman, Allemand de Russie propriétaire d'un atelier de menuiserie. Il est né à Kazan, le 17 mai 1873 (29 mai dans le calendrier grégorien).
Après la signature par le Tsar du Manifeste d'octobre (1905), la gauche déclenche des troubles dans les grands centres industriels russes, y compris la ville de Moscou.
Le 18 octobre 1905 (31 octobre dans le calendrier grégorien), Nikolaï Bauman, qui est membre du Comité central du POSDR, agite la foule et l'incite à marcher sur la prison du gouvernement de Moscou, dont il a lui-même été libéré peu avant. Il exige la libération des prisonniers politiques sous la bannière rouge avec ce slogan : « Nivelons la Bastille russe au sol ! ». Pour augmenter le nombre de participants il tente de faire se joindre à la foule les ouvriers d'une usine textile. A cette fin Bauman monte dans une calèche avec la dite bannière, en s'exclamant : « À bas le tsar ! À bas l'Empire ! Camarades rejoignez-nous ! ».
L'attitude de Bauman attire l'attention de Nikolaï Mikhaline, 29 ans, employé de l'usine de Chtchapov, ancien soldat du régiment de la garde à cheval et monarchiste convaincu. Aux slogans de Bauman il répond : « Comment cela à bas le Tsar ? Je lui ai donné cinq ans de fidélité et de confiance à ce Tsar ! »
Armé d'un bout de tube d'acier, Mikhaline monte dans la calèche et se confronte à Bauman, essayant de lui prendre une banderole rouge. Dans la lutte, Bauman sort son pistolet semi-automatique Browning et tire sur Mikhaline. Mais ce dernier, militaire de formation, habile aux techniques de défense, parvient à frapper le bras de Bauman avec un tuyau, le désarme, puis lui porte trois coups à la tête avec le même instrument. La mort de Bauman n'est pas instantanée (deux coups sont encore donnés plus tard qui sont décrits comme mortels par un médecin) et est officiellement enregistrée le 18 octobre 1905 (31 octobre dans le calendrier grégorien) ,.
Mikhaline est attaqué par les compagnons de Bauman mais parvient à prendre la fuite et à se cacher. La police apparaît au bout d'une heure. Le meurtrier sera jugé par le tribunal du district de Moscou et condamné pour avoir utilisé la force de manière disproportionnée et ayant entraîné ma mort d'un homme. Il sera condamné à un an et demi de prison,.

## Funérailles et mémoire
Le 20 octobre 1905 (2 novembre dans le calendrier grégorien), Nikolaï Bauman est inhumé à Moscou au cimetière Vagankovo . Ses funérailles se sont transformées en une grandiose manifestation utilisée par les bolcheviks pour préparer l' insurrection de Moscou de décembre 1905.
De nombreuses rues en URSS (comme la rue Bauman dans sa ville natale de Kazan), des établissements d'enseignement (Université technique d'État de Moscou-Bauman, Académie nationale de Médecine vétérinaire de Kazan), la station de métro (Baumanskaïa à Moscou), des cliniques, etc. ont porté ou portent le nom de Bauman. Il existe des rues Bauman ou des rues Baumanskaïa comme dans la Nemetskaïa sloboda de Moscou en l'honneur de Nikolaï Bauman.

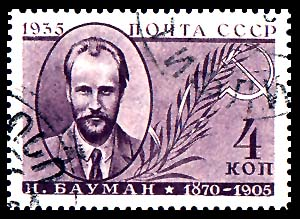
Timbre d'URSS, 1935
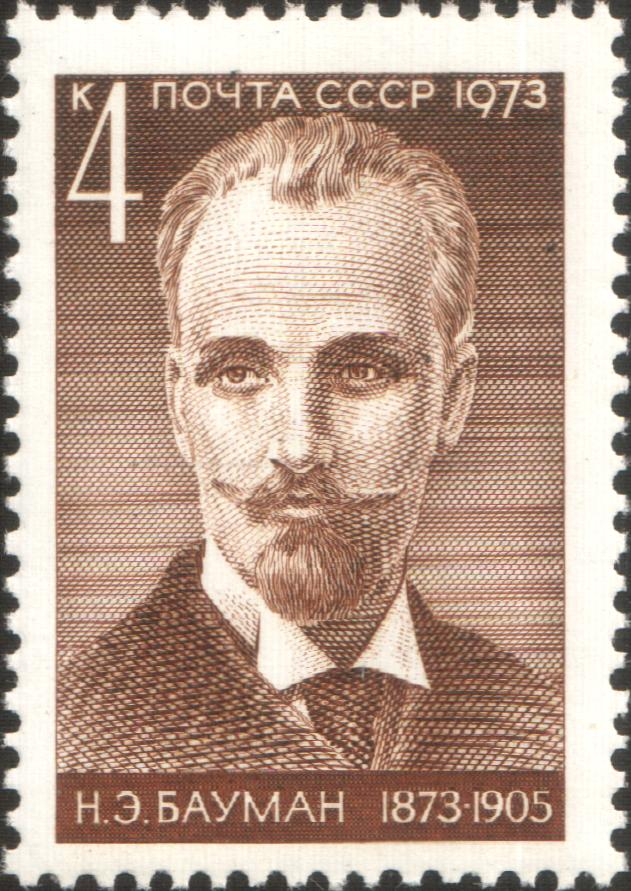
Timbre d'URSS, 1973
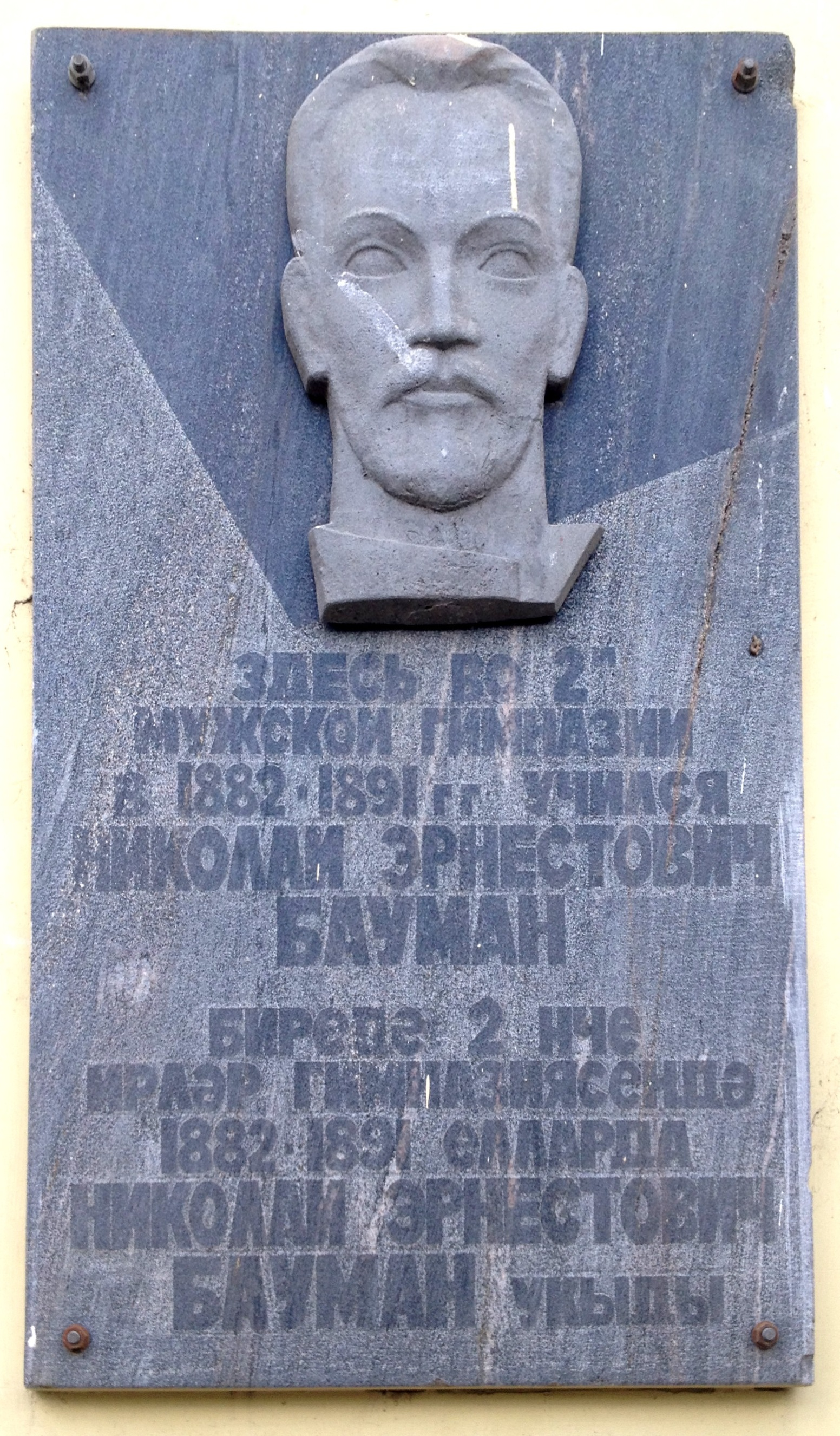
Plaque commémorative à Kazan

## Crédit d'auteurs
- (ru) Cet article est partiellement ou en totalité issu de l’article de Wikipédia en russe intitulé « Бауман, Николай Эрнестович » (voir la liste des auteurs).